# 조시 해리슨
조슈아 아이제이아 해리슨(영어: Joshua Isaiah Harrison, 1987년 7월 8일 ~ )는 조시 해리슨(영어: Josh Harrison)라는 이름으로 알려져 있는 미국의 야구 선수로 시카고 화이트삭스의 야구선수이다.